# Parque Cerrillos
El Parque Cerrillos es un proyecto urbano-inmobiliario ubicado en la comuna de Cerrillos, perteneciente al área metropolitana de la ciudad de Santiago, Chile.
El proyecto, realizado con el fin de conmemorar el Bicentenario del país durante 2010, es uno de los más ambiciosos actualmente en ejecución en Chile. Cuenta con una superficie de 250 hectáreas localizadas en el sector surponiente de la capital, en la comuna de Cerrillos, entre las avenidas Departamental, General Velásquez (Autopista Central), Pedro Aguirre Cerda y Lo Errázuriz, en lo que durante gran parte del siglo XX funcionó el aeropuerto de Los Cerrillos.
El parque se encuentra abierto al público consistiendo en 50 hectáreas donde se ubica un paseo central arbolado, jardines y juegos. Fue inaugurada por el presidente Sebastián Piñera el sábado 24 de septiembre de 2011. El acceso es por Camino a Melipilla con Av. Los Cerrillos y funciona de martes a domingo de 10:00 a 18:00.
El nombre original del proyecto fue en su gestación: Portal Bicentenario. Este fue nominado mediante un Concurso Internacional de Ideas desarrollado en el año 2001, al que se presentaron 71 propuestas de diferentes lugares del globo. El concurso fue ganado por los arquitectos Chilenos Rubén González Aguayo y Cristian Ulloa Muñoz, ambos originarios de la Universidad de Chile.
La propuesta original, ganadora del concurso se llamó Ciudad del Viento. La que fue posteriormente modificada en el desarrollo del plan maestro para el área. La propuesta original está basada en la idea de una ciudad sustentable.
Aunque es impulsado por el Ministerio de Vivienda y Urbanismo, el proyecto es una asociación entre la iniciativa pública y la privada.

## Estructura

### Proyecto original
El proyecto original contempla una estructura urbana basada en barrios insertos en una trama de parques ecológico-productivos cruzados en sentido norte-sur y oriente-poniente. El parque central de un ancho aproximado de 300 m, en sentido de la antigua pista, correspondía a un parque con un acento simbólico reflejado mediante tres grandes plazas, la plaza de los sonidos, la plaza de los molinos y la plaza de las banderas. Los parques menores en sentido transversal a la propuesta corresponden a parques con función ecológica productiva directamente relacionada con los barrios y se abren con vistas a la cordillera.
Los barrios se organizan en torno a calles principales que conectan con las vías estructurantes del entorno inmediato a la propuesta y en tres de sus lados quedan rodeados de parques, los que están limitados por calles locales que calzan con la estructura urbana del entorno. La estructura de lo edificado al interior de los barrios corresponde a bloques orientados con su fachada más larga al norte, de modo de optimizar la radiación solar. Estos están distanciados según los conos de sombra proyectados el día más desfavorable para optimizar la captación solar al tiempo de dejar espacios de sombra en verano y soleados en invierno.
Dispuestos entre barrios y parques se encuentran masas de arborización densa como un contrapunto espacial de la propuesta, estas cumplirían con funciones ecológicas para disminuir el caldeamiento de la masa urbana así como generar reciclaje de desperdicios orgánicos.
La propuesta se basa en la idea de que es posible minimizar el impacto en el consumo energético de la masa urbana y la disminución de la energía disipada mediante la forma urbana y el programa urbano.

### Proyecto en ejecución

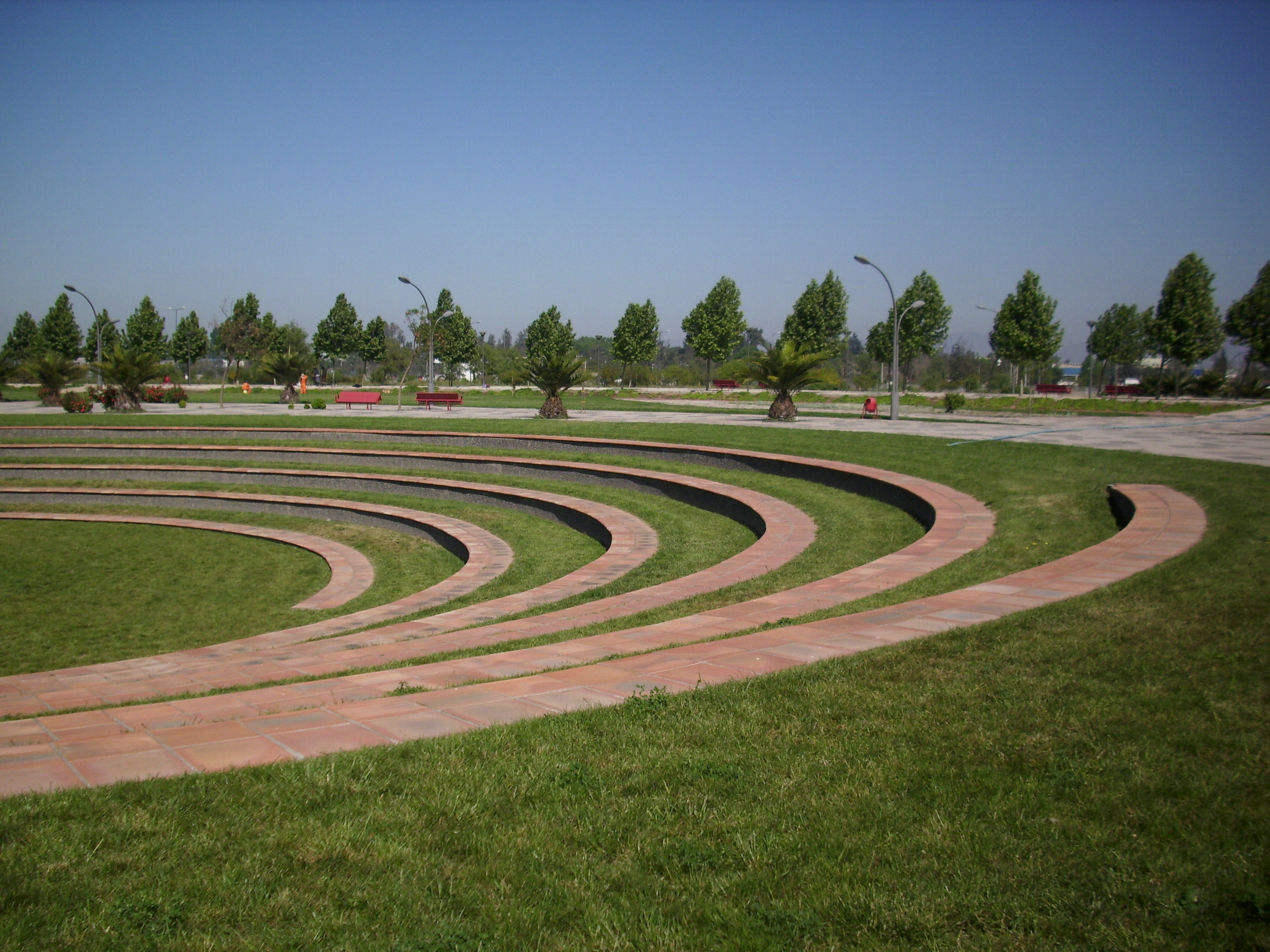
El anfiteatro con forma de espiral.

De las 250 hectáreas de Ciudad Parque Bicentenario, 70 serán ocupadas por áreas verdes, dentro de las cuales destaca el Parque Metropolitano de Los Cerrillos, que superará las 50 ha en el terreno de la antigua pista de aterrizajes, lo que equivale a 5 veces el tamaño del Parque Forestal y 2 veces el Parque Quinta Normal. El Parque Metropolitano de Los Cerrillos contará con una laguna navegable de 2 ha, más de 3500 árboles, áreas deportivas y lugares de estar. Según estimaciones, se proyecta que esta construcción sea considerada como uno de los parques más grandes de América Latina.[cita requerida]
A sus alrededores se ubicarán viviendas, colegios, supermercados, espacios culturales y de entretenimiento. En el lugar se ubicará el Centro Cívico Comunal que albergará al nuevo edificio de la Municipalidad de Cerrillos, diversos servicios públicos y privados, carabineros, bomberos y recintos comerciales.
Como parte de un «Programa de Integración Social y Territorial», se planea construir más de 15 000 viviendas en el proyecto, por lo que tendría una población total cercana a las 60 000 personas. Estas viviendas serán casas, town-houses y edificios de departamentos de mediana y gran altura, que deberán contar con una serie de requisitos, tales como la preservación del entorno natural y el uso de eficiencia energética y reciclaje con el cuidado a la ecología, las que tendrían un costo desde 1700 a 5000 UF.[cita requerida] Para poder construir viviendas en su interior y alrededor, fue necesario hacer una modificación al Plan Regulador Metropolitano de Santiago en 2016, con la posterior aprobación de la Contraloría General de la República.
El Gobierno de Chile visitó los terrenos desocupados que tiene el parque, buscando construir la Villa Panamericana para los Juegos Panamericanos de 2023, se instalaría un complejo de edificios para albergar hasta 10 000 residentes. El ministro del Deporte, Pablo Squella, señaló que es un muy buen lugar para construir la villa, ya que tendrá conectividad a la principal sede deportiva que es el Estadio Nacional, y estaría separado por 6 estaciones de la línea 6, inaugurada el 2 de noviembre de 2017.

## Conexión con Red Metropolitana de Movilidad
El parque posee 7 paraderos de la Red Metropolitana de Movilidad en sus alrededores, los cuales corresponden a:
| Paradero/ Código                    | Recorridos |
| ----------------------------------- | --- |
| Parada 1 / Metro Cerrillos (PI181)  | 108 (Maipú) - 109 (Maipú) - 109n (Maipú) - 113 (Ciudad Satélite) - 113c (Ciudad Satélite) - 115 (Villa El Abrazo) - 115c (Villa El Abrazo) |
| Parada 2 / Metro Cerrillos (PI1624) | 109 (Renca) - 109n (Plaza Italia) - I25 (Villa Silva Henríquez)                                                                            |
| Parada 3 / Metro Cerrillos (PI1375) | 102 (Pie Andino) - 107 (Av. Depatamental) - 108 (La Florida) - I25 (Portal Oeste) - I26 (Fin del recorrido / Av. Portales)                 |
| Parada 4 / Metro Cerrillos (PI1623) | 113 (Metro Los Héroes) - 113c (Fin del recorrido) - 115 (Metro Los Héroes) - 115c (Fin del recorrido)                                      |
| Parada 5 / Metro Cerrillos (PI59)   | 102 (Metro Las Rejas) - I01 (Villa Los Héroes) - I18 (Rinconada) - I25 (Villa Silva Henríquez)                                             |
| Parada 6 / Metro Cerrillos (PI58)   | 102 (Metro Las Rejas) - 107 (Ciudad Empresarial)                                                                                           |
| Parada 7 / Metro Cerrillos (PI1320) | 113 (Metro Los Héroes) - 115 (Metro Los Héroes)                                                                                            |

## Eventos

### Eventos musicales
| Fecha                    | Artista/s      | Evento                   |
| 2022                     | 2022           | 2022                     |
| ------------------------ | -------------- | ------------------------ |
| 12 de marzo de 2022      | 31 minutos     | Lolla es Cultura         |
| 18, 19 y 20 de marzo     | Varios         | Lollapalooza Chile       |
| 22 de mayo de 2022       | Chico Trujillo | Lolla es Cultura         |
| 11, 12 y 13 de noviembre | Varios         | Primavera Sound Santiago |
| 2023                     |                |                          |
| 17, 18 y 19 de marzo     | Varios         | Lollapalooza Chile       |